# Yann Arnaud
Pour les articles homonymes, voir Arnaud.
Yann Arnaud, né le 7 juillet 1979 à Champigny-sur-Marne et mort le 18 mars 2018 à Tampa en Floride, est un acrobate français.
Il trouve la mort lors d'une représentation du Cirque du Soleil à Tampa (Floride).

## Biographie
Yann Arnaud est originaire de Chennevières-sur-Marne (Val-de-Marne).
Gymnaste de formation, formé à l'INSEP, il rejoint la troupe du Cirque du Soleil en 2003 pour le spectacle O, proposé à Las Vegas.
Installé aux États-Unis, il est mort lors du spectacle Volta du Cirque du Soleil.
Il est le père de deux filles, dont une issue de sa relation avec Inna Gorelova, mannequin et elle-même membre de la troupe.
Yann Arnaud est en outre l'égérie d'une marque de sport, Cirfit Apparel.